# Adhokracija
Adhokracija je fleksibilna organizacijska struktura, ki temelji na združevanju moči in znanja v multidisciplinarnih timih. Pogosta je v svetovalnih in oglaševalskih podjetjih ter v inovativnih inženirskih podjetjih.

## Pojem
Beseda adhokracija izvira iz latinske fraze ad hoc 'posebej za ta namen' in grške besede kratein 'vladati'. Termin je prvi uporabil Warren Bennis v knjigi The temporary society leta 1968, koncept pa je naprej razvil Henry Mintzberg. Adhokracija je kompleksna in dinamična organizacijska struktura prihodnosti za razliko od birokracije, ki je zastarela oblika organizacije.
Razpon kontrole je v adhokraciji ozek. Vodenje in upravljanje, ki ga izvajajo menedžerji se razlikuje od klasičnega dajanja navodil in ukazov in neposrednega nadzora nad izvajalci. Delo temelji na pogajanju, povezovanju in koordinaciji dela. Vpliv managerjev temelji bolj na njihovi strokovnosti kot pa iz njihove formalne pozicije.
Strategije v adhokraciji niso natančno načrtovane, ker je vodilo inovativnost, ki pa ne more biti vnaprej določena, saj bi to omejevalo fleksibilnost organizacije. Strategija se tako razvija sproti in se nikoli ne stabilizira, temveč se spreminja s projekti. Strateški vrh organizacije posveti veliko časa strateškim izbiram in manj nadzorovanju, kajti inovativno delo je težko nadzorovati. Eksperimentiranje in inovacije organizacijo držijo skupaj, novi in edinstveni izdelki ali storitve pa zagotavljajo uspeh organizacije. Adhokracija daje strateški poudarek rasti in pridobivanju novih sredstev. Adhokracija ustreza inovatorjem in vizionarskim podjetnikom. 

## Dva tipa adhokracije
Moč je v adhokraciji decentralizirana v obe smeri, vertikalno in horizontalno. Glede na oblikovanje odločitev se ločita operativna adhokracija in administrativna adhokracija.
Operativno adhokracijo sestavlja srednja struktura, podporne službe, tehnostruktura in operativno jedro. Administrativna adhokracija vključuje vse našteto razen operativnega jedra, ki je ločeno. Temeljni del adhokracijske organizacije je podporno osebje, ki vključno z vodji oblikuje projektne time.
- Operativna adhokracija temelji na iskanju inovacij v prid svojim klientom. Delo poteka v projektnem timu, kjer strokovnjaki iščejo rešitve za klientov problem. Pri tem se administracija in operativno jedro združita, ker je pri ad hoc projektnem delu težko razlikovati med načrtovanjem in izvrševanjem.  Operativna adhokracija se zato ne ukvarja z razločevanjem srednje strukture od operativnega jedra.
- Administrativna adhokracija se ukvarja s projekti z namenom, da bi služila sama sebi, in jasno loči administracijo od operativnega jedra.

## Značilnosti adhokracije
- organska struktura
- nizka formalizacija odnosov
- timsko projektno delo
- nizka stopnja standardizacije dejavnosti
- vloge niso jasno definirane
- selektivna decentralizacija
- malo neposrednega nadzora in kontrole
- odsotnost hierarhije

Adhokracija je postmoderna struktura. Poudarek je na organskosti, na projektnih timih in decentralizaciji moči. Primerna je izobraženo in specializirano populacijo in za organizacije, ki želijo postati manj birokratske in bolj demokratične. Učinkovita je v dinamičnem in kompleksnem okolju. Je zelo nestabilna oblika in težko jo je obvarovati pred formalizacijo.

## Slabosti
- možnost konfliktov in nejasnosti pri odgovornosti
- konflikti zaradi možnih hkratnih zahtev za iste vire